# Liudmila Aksionova
Liudmila Aksionova (Unión Soviética, 23 de abril de 1947) es una atleta soviética retirada, especializada en la prueba de 4x400 m en la que llegó a ser medallista de bronce olímpica en 1976.

## Carrera deportiva
En los JJ. OO. de Montreal 1976 ganó la medalla de bronce en los relevos 4x400 metros, con un tiempo de 3:24.24 segundos, llegando a meta tras Alemania del Este y Estados Unidos, siendo sus compañeras de equipo: Inta Klimovica, Natalya Sokolova y Nadezhda Ilyina.